# Andronik Dukas Angelos
Andronik Dukas Angelos Grecki  Ἀνδρόνικος Δούκας Ἄγγελος, ur. ok. 1122, zm. po 1185) – bizantyński arystokrata.

## Życiorys
Był synem Teodory Komneny i Konstantyna Angelosa. Jego żoną była Eufrozyna Kastamonitissa (ok. 1125– po  1195). Łącznie mieli 9 dzieci, w tym:
- Aleksy III Angelos (ur. 1153, zm. 1211), cesarz bizantyński 1195-1203.
- Izaak II Angelos (ur. ok. 1156, zm. 28 stycznia 1204) – cesarz bizantyński 1185-1195, 1203-1204.
- Teodora Angelina, która poślubiła Konrada z Montferratu